# Богомолов, Михаил Антонович
Богомолов Михаил Антонович (3 марта 1907 г. — 31 августа 1981 г.) — советский учёный, профессор. Ректор Донецкого политехнического института (1952—1968). Депутат Верховного Совета СССР.

## Биография
В 1928 г. окончил химико-электротехническую профшколу и поступил в Днепропетровский горный институт, после окончания которого учился в аспирантуре и работал в этом институте ассистентом и доцентом в 1941 г.
В период Второй мировой войны — главный механик шахты «Капитальная» треста «Вахрушевуголь» (1941—1942, Кузбасс).
С 1942 г. работал в Донецком индустриальном институте (в то время находился в г. Прокопьевске) .
В 1942—1952 годах был деканом горноэлектромеханического факультета, в 1952—1968 — ректором, в 1968—1981 — заведующим кафедрой рудничных подъемных установок Донецкого политехнического института (сейчас Донецкий национальный технический университет).
Научное наследие — около 50 работ. Научные исследования профессора Богомолова Н. А. связанные с шахтными подъемными установками: автоматическим управлением, эксплуатацией машин, подъёмом угля
с больших глубин, вопросом механической прочности установок.

## Награды
Награждён орденом Ленина, медалями, ведомственными знаками отличия и грамотами.

## Интернет-ресурсы
- Богомолов Михаил Антонович
- Богомолов Михаил Антонович (недоступная ссылка)